# 데펜사 이 후스티시아
데펜사 이 후스티시아(Club Social y Deportivo Defensa y Justicia)는 아르헨티나 부에노스아이레스주에 있는 플로렌시오발레라를 연고로 하는 축구 클럽이다. 이 팀은 1935년 3월 20일에 창단되었으며, 현재 아르헨티나 프리메라 디비시온에 참가하고 있다. 클럽 이름은 스페인어로 "국방과 사법"을 뜻한다.

## 성적

### 국내 대회
- 프리메라 B 2회 우승 (1996-97, 2013-14)
- 프리메라 C 1회 우승 (1985)
- 프리메라 D 1회 우승 (1982)

### 국제 대회
- 코파 수다메리카나 1회 우승 (2020)
- 레코파 수다메리카나 1회 우승 (2021)

## 소속 선수

### 현역
참고: FIFA 자격 규정에 따라 소속된 국가대표팀 국기를 표시합니다. 선수는 복수의 FIFA 비회원국 국적을 가지고 있을 수 있습니다.
| 번호 | 포지션 | 국적 | 이름 |
| ---- | ------ | ---- | ---- |

| 번호 | 포지션 | 국적     | 이름        |
| ---- | ------ | -------- | ----------- |
| 30   | DF     | 콜롬비아 | 케빈 발란타 |

## 역대 감독
| 감독            | 임기        |
| --------------- | ----------- |
| 넬손 비바스     | 2017        |
| 에르난 크레스포 | 2020 ~ 2021 |